# Gianluca Dal Corso
Gianluca Dal Corso (* 9. Januar 2001 in Mirano) ist ein italienischer Beachvolleyballspieler. 

## Karriere
Dal Corso spielte bis 2020 zunächst Hallenvolleyball und ist seit 2018 auch im Beachvolleyball aktiv. Hier wurde er 2018 und 2019 mit Marco Viscovich italienischer U19-Meister. Die Bronzemedaille bei der U20-Europameisterschaft im September 2020 in Brno mit Marco Viscovich sowie das Erreichen des Viertelfinales bei der U22-Veranstaltung im gleichen Monat in Izmir und eine Saison später in Baden mit Tobia Marchetto waren die größten Erfolge für Gianluca Dal Corso im Juniorenbereich auf europäischer Ebene. Dies konnte der aus Venetien stammende Sportler an der Seite seines ersten Partners durch den Gewinn der Vizeweltmeisterschaft der unter Einundzwanzigjährigen im gleichen Jahr in Phuket noch toppen. 
Nachdem Samuele Cottafava sich von Jakob Windisch getrennt hatte, bildeten der gebürtige Südtiroler und Gianluca Dal Corso 2022 ein neues Team. Bei der Beachvolleyball-Weltmeisterschaft in der Hauptstadt ihres Heimatlandes wurden sie in Pool I gelost. Nach einem 2:0 Auftaktsieg gegen die Chilenen Esteban und Marco Grimalt, einem 0:2 gegen Robin Seidl und Philipp Waller aus Österreich sowie einem verlorenen Dreisatzspiel gegen die Polen Piotr Kantor und Maciej Rudol belegten die italienischen Sportler aufgrund des schlechtesten Ballquotienten den vierten Platz in ihrer Gruppe und erhielten dafür je 1700 US$ Preisgeld. Im weiteren Verlauf der Saison erreichten die beiden Südeuropäer bei Future-Turnieren den dritten Rang in Giardini Naxos, gewannen in Lecce und wurden Fünfte in Ciro Marina. Beim Challenge Event in Agadir überstanden Windisch und Dal Corso die Qualifikation, scheiterten jedoch anschließend in der Poolrunde mit zwei Niederlagen.